# Hawkgirl

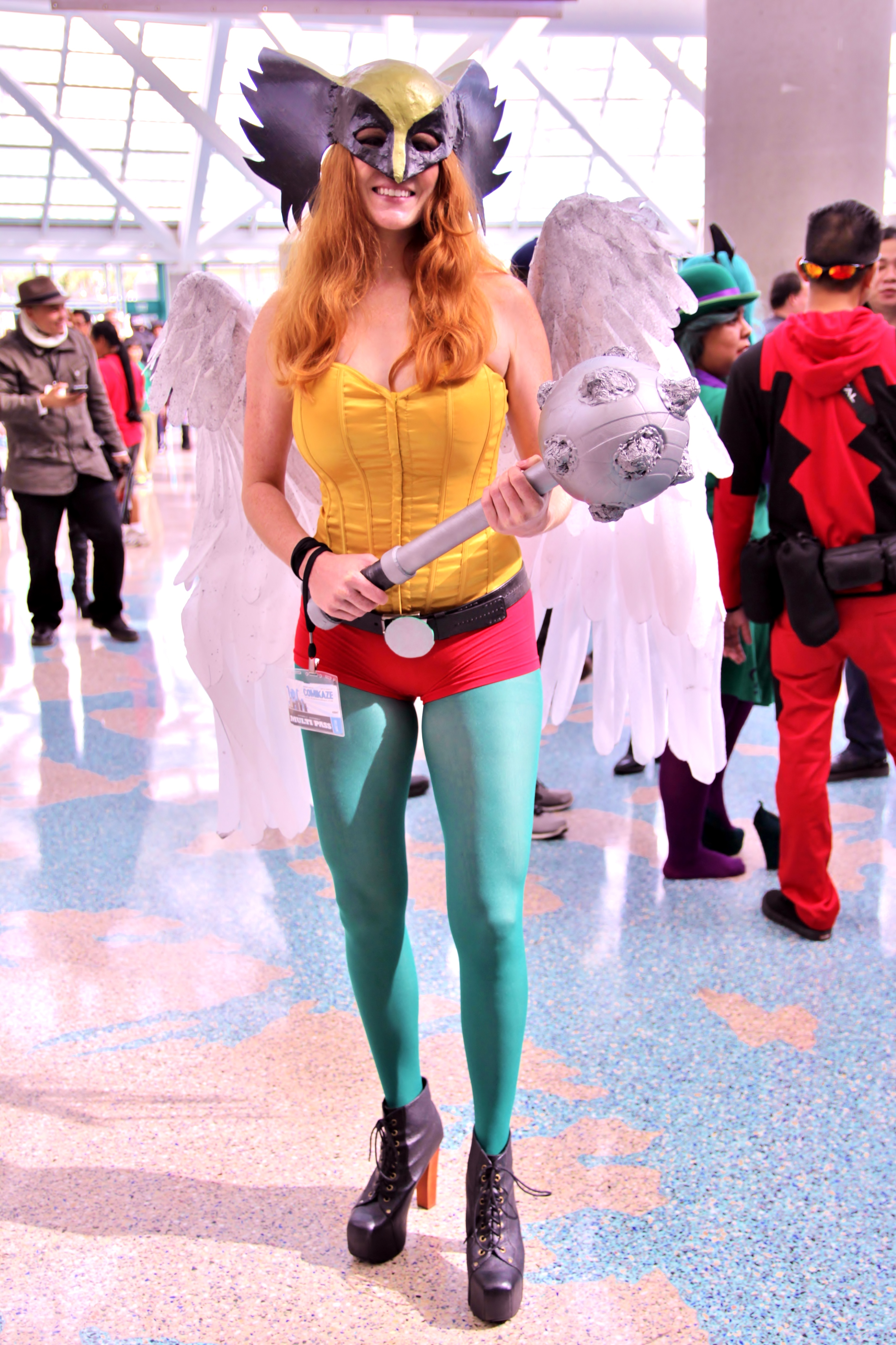
Hawkgirl cosplay

Hawkgirl (på svenska även kallad Hökflickan eller Falkflickan) är ett namn som har använts av två kvinnliga superhjältar som dyker upp i DC Comics serietidningar. Figuren är en av de första maskerade kvinnliga superhjältarna. De är båda kompanjoner, och ibland fruar eller kärleksintressen, till de olika inkarnationerna av Hawkman. De delar båda fysiska likheter med figuren Hawkwoman. Figuren rankades som nummer 80 i Comics Buyer's Guide's lista över de 100 sexigaste kvinnorna i serietidningar.
Sanders Hall var den första kvinnan som tog sig namnet Hawkgirl. Hon skapades av Gardner Fox, Dennis Neville och Sheldon Moldoff och gjorde sin debut (som Hawkgirl) i All Star Comics #5 (1941).
Kendra Saunders var den andra kvinnan som tog sig namnet Hawkgirl. Hon skapades av Geoff Johns, James Robinson och David Goyer och gjorde sin debut i JSA Secret Files #1 (1999).